# Міжнародне товариство імені М.Грушевського
Міжнародне товариство імені М.Грушевського

Створене 1992 при Українському історичному товаристві, яке займається поширенням грушевськознавства на міжнародному форумі, діє як автономна організація. Товариство співпрацює з установами й поодинокими вченими, які займаються дослідженням спадщини М. Грушевського , його здобутків та його доби. Грушевськознавство постало в Америці за ініціативою Українського історичного товариства як окрема історично-українознавча наука у 1960-х рр. Також окремо і в співпраці з іншими установами товариство ім. Грушевського влаштовує міжнародні конференції та симпозіуми на українському й міжнародному наукових форумах. Одним із головних завдань товариства є не тільки поширення, а й розбудова науки грушевськознавства. Президент товариства і засновник – професор Л. Винар (Кент, США).